# Asplenium douglasii
Asplenium douglasii là một loài dương xỉ trong họ Aspleniaceae. Loài này được Hook. & Grev. mô tả khoa học đầu tiên năm 1829.